# Knerer und Lang

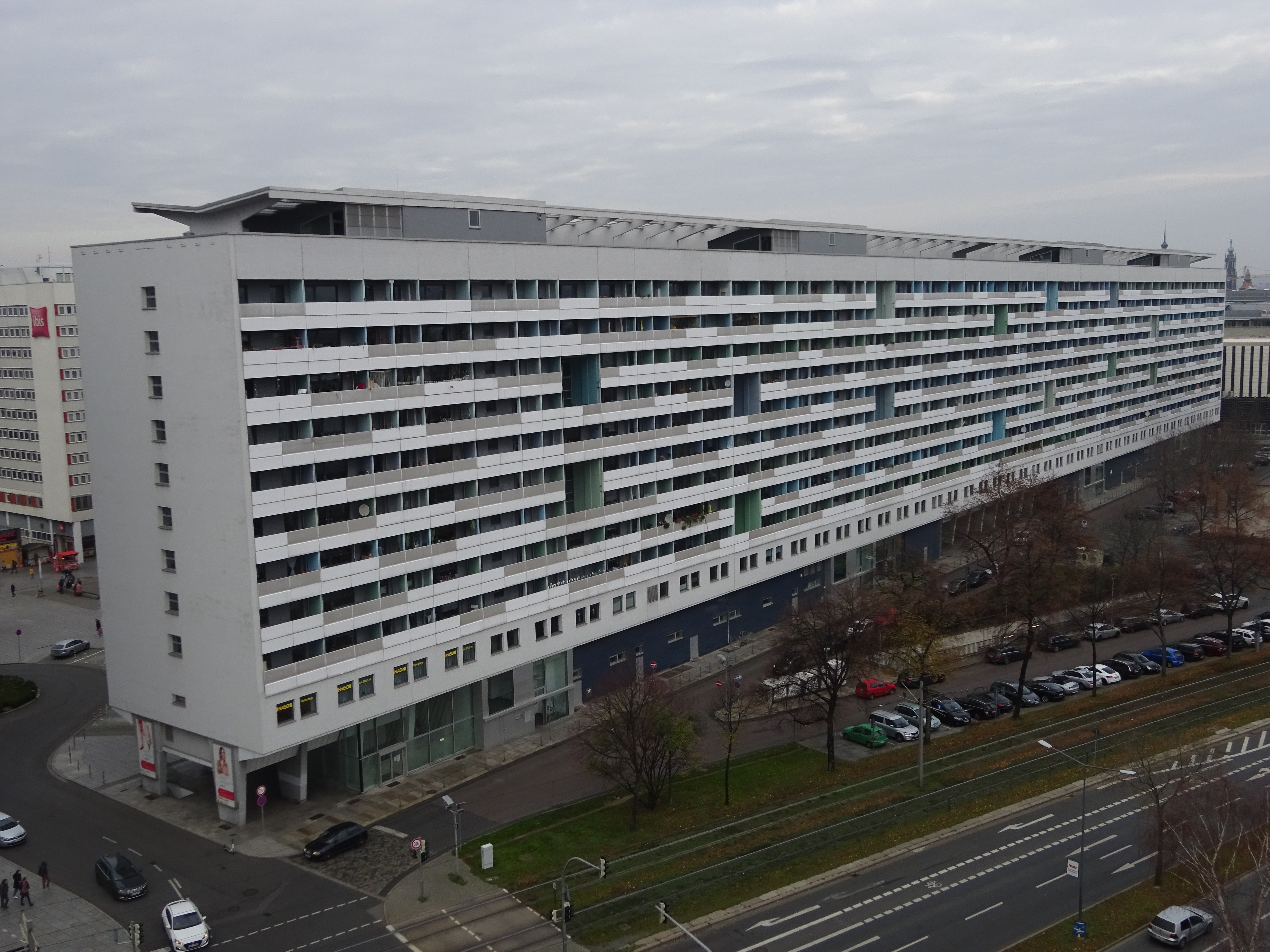
Prager Zeile, Dresden

Die Knerer und Lang Architekten GmbH ist ein deutsches Architekturbüro, das von Thomas Knerer und Eva Maria Lang 1993 in Dresden gegründet wurde und mit seinem Hauptsitz in München auch dort beim Amtsgericht geführt wird.

## Partner
Thomas Knerer (* 1963 in Garmisch-Partenkirchen) machte eine Ausbildung zum Maurergesellen in München und studierte von 1984 bis 1991 Architektur an der Technischen Universität München und der Southbank University London. Er war Gastdozent an der Technischen Universität Dresden und lehrte von 1999 bis 2008 an der Westsächsischen Hochschule Zwickau. 2005 wurde Thomas Knerer in den Bund Deutscher Architekten und 2015 in den Deutschen Werkbund Bayern berufen. Er ist Mitglied der Deutschen Gesellschaft für nachhaltiges Bauen e.V. und Gründungsmitglied der Bundesstiftung Baukultur.
Eva Maria Lang (* 1964 in München) studierte von 1985 bis 1991 Architektur an der Technischen Universität München. Von 1994 bis 2001 lehrte sie an der Technischen Universität Dresden und war Gastdozentin an der TU Dresden. 2005 wurde Eva Lang Mitglied in den Bund Deutscher Architekten berufen und war bis 2009 Mitglied im Arbeitskreis junge Architektinnen und Architekten.
2012 wurde Knerer & Lang auf die Architekturbiennale Venedig eingeladen.

## Bauten

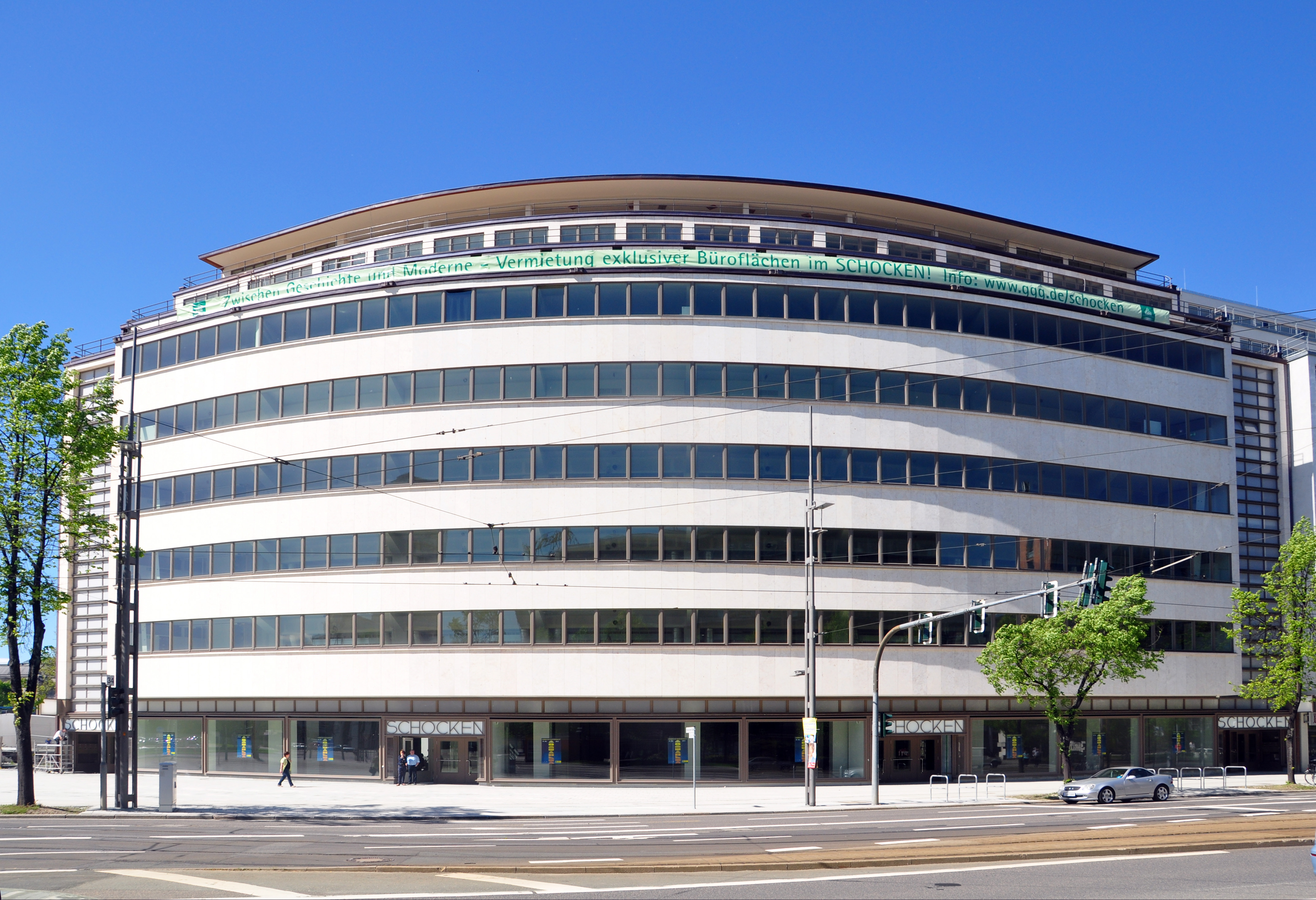
Staatliches Museum für Archäologie Chemnitz

Eine Auswahl von Knerer und Langs Bauten wurden fotografisch von Jens Weber dokumentiert.
- 2001: Kunsthof Dresden
- 2002: Stadthausprojekt Bischofsweg, Dresden-Neustadt
- Sanierung Hauptstraße 2, Dresden
- 2006–2007: Sanierung Prager Zeile, Dresden
- 2010: Studentisches Wohnhochhaus, München (von Günther Ludwig Eckert)[4]
- 2010: Umbau Staatliches Museum für Archäologie Chemnitz mit Auer Weber und Uwe R. Brückner
- 2013: Gert-Schwämmle-Weg, Hamburg[5]
- 2014: Technikum Fahrzeugtechnik, Dresden
- 2013–2016: Wertstoff- und Straßenreinigungsdepot Nord, Augsburg[6]
- 2016: Sanierung Plärrerhochhaus, Nürnberg (von Wilhelm Schlegtendal)
- 2017: Zum Glauburger Hof, Neue Frankfurter Altstadt

Wettbewerbe
- 2008: 1. Preis Park am Marthabräuweiher, Fürstenfeldbruck mit Hermann Brenner
- 2008: 3. Preis Professor Brandes Haus, Zoo Dresden mit Hermann Brenner
- 2009: 2. Preis Bärengehege, Zoologischer Garten Frankfurt mit Hermann Brenner

## Auszeichnungen und Preise
- 2004: Deutscher Bauherrenpreis für Stadthausprojekt Bischofsweg, Dresden-Neustadt[7]
- 2006: Anerkennung – Gestaltungspreis der Wüstenrot Stiftung für Sanierung Hauptstraße 2, Dresden[8]
- 2007: Best Architects 08 Award in gold für Sanierung Hauptstraße 2, Dresden[9]
- 2009: Architekturpreis Zukunft Wohnen für Sanierung Prager Zeile, Dresden[10]
- 2013: Deutscher Bauherrenpreis für Studentisches Wohnhochhaus, München[11]
- 2014: Deutscher Städtebaupreis für Gert-Schwämmle-Weg, Hamburg[12]
- 2016: Preis für Stadtbildpflege der Stadt München für Studentisches Wohnhochhaus, München
- 2017: Iconic award für Technikum Fahrzeugtechnik, Dresden
- 2018: Thomas Wechs Preis für Wertstoff- und Straßenreinigungsdepot Nord, Augsburg[13]
- 2018: German Design Award für Technikum Fahrzeugtechnik, Dresden[14]
- 2018: Finalist – DAM Preis für Wertstoff- und Straßenreinigungsdepot Nord, Augsburg[15]
- 2018: Besondere Anerkennung – Deutscher Natursteinpreis für Umbau Staatliches Museum für Archäologie Chemnitz
- 2019: Nominierung – Mies van der Rohe Preis für Wertstoff- und Straßenreinigungsdepot Nord, Augsburg[16]
- 2019: BDA-Preis Bayern für Wertstoff- und Straßenreinigungsdepot Nord, Augsburg[17]

## Vorträge
- 2010: Kunstverein Ingolstadt[18]

## Ehemalige Mitarbeiter
- Andreas Putz